# Rolladen-Schneider LS5
Dimensions
Le Rolladen-Schneider LS5 est un planeur monoplace de classe FAI libre qui a été conçu par Rolladen-Schneider. Seul un exemplaire a été fabriqué.
Le LS5 a été annoncé en 1980 par Rolladen-Schneider. La viabilité du projet est compromise par l'arrivée en 1981 du Schempp-Hirth Nimbus-3 et Alexander Schleicher ASW 22.
Avec l'arrivée de la concurrence, on remarqua un retrait en ce qui concerne les performances. Même si les moules de fabrications étaient terminés, Rolladen-Schneider décida de ne pas poursuivre le développement.
Klaus Mies de Kaiserslautern utilisa les moules pour produire un exemplaire. Cet exemplaire prototype effectua son premier vol en 1988, et reçu l'immatriculation D-7742. Il est actuellement basé à Marpingen en Allemagne.